# ناحیه الگانکوئین، شهرستان مک‌هنری، ایلینوی
شهرستان الگانکوئین، بخش مک‌هنری، ایلینواز (به انگلیسی: Algonquin Township, McHenry County, Illinois) یک سکونتگاه مسکونی در ایالات متحده آمریکا است که در شهرستان مک‌هنری واقع شده‌است.

## خصوصیات
شهرستان الگانکوئین ۸۸٬۳۸۹ نفر جمعیت دارد و ۲۷۴٫۹۳ متر بالاتر از سطح دریا واقع شده‌است.